# Rio Rico Southwest, Arizona
Rio Rico Southwest je naseljeno područje za statističke svrhe u američkoj saveznoj državi Arizona. Prema popisu stanovništva iz 2010. u njemu je živjelo. stanovnika.